# DOK5
DOK5‏ (Docking protein 5) هوَ بروتين يُشَفر بواسطة جين DOK5 في الإنسان.

## الوظيفة
البروتين المُرمَّز بواسطة هذا الجين ينتمي إلى عائلة DOK من بروتينات الغشاء، وهي بروتينات مُحوِّلة تُشارك في نقل الإشارة. يتفاعل هذا البروتين المُرمَّز مع كينازات التيروسين المُستقبِلة المُفسفرة للتوسط في نموّ العصبونات وتنشيط مسار بروتين كيناز منشط بالميتوجين. وعلى عكس بروتينات عائلة DOK الأخرى، لا يتفاعل هذا البروتين مع RASGAP.

## التفاعل
لقد ثبت أن DOK5 يتفاعل مع الجين الأولي RET.